# Wahlbezirk Krain 9
Der Wahlbezirk Krain 9 war ein Wahlkreis für die Wahlen zum Abgeordnetenhaus im österreichischen Kronland Krain. Der Wahlbezirk wurde 1907 mit der Einführung der Reichsratswahlordnung geschaffen und bestand bis zum Zusammenbruch der Habsburgermonarchie.

## Geschichte
Nachdem der Reichsrat im Herbst 1906 das allgemeine, gleiche, geheime und direkte Männerwahlrecht beschlossen hatte, wurde mit 26. Jänner 1907 die große Wahlrechtsreform durch Sanktionierung von Kaiser Franz Joseph I. gültig. Mit der neuen Reichsratswahlordnung schuf man insgesamt 416 Wahlbezirke, wobei mit Ausnahme Galiziens in jedem Wahlbezirk ein Abgeordneter im Zuge der Reichsratswahl gewählt wurde. Der Abgeordnete musste sich dabei im ersten Wahlgang oder in einer Stichwahl mit absoluter Mehrheit durchsetzen. Der Wahlkreis Krain 9 umfasste die Gerichtsbezirke Gurkfeld, Landstraß, Nassenfuß und Treffen.
Aus der Reichsratswahl 1907 ging Janko Hočevar von der Slowenischen Volkspartei als Sieger hervor. Bei der Reichsratswahl 1911 konnte sich sein Parteikollege Janez Hladnik durchsetzen.

## Wahlergebnisse

### Reichsratswahl 1907
Die Reichsratswahl 1907 wurde am 14. Mai 1907 durchgeführt. Die Stichwahl entfiel auf Grund der absoluten Mehrheit für Hočevar im ersten Wahlgang.
| Kandidat                                                                     | Partei                                      | Wahlkreisstimmen | Prozent |
| ---------------------------------------------------------------------------- | ------------------------------------------- | ---------------- | ------- |
| Janko Hočevar                                                                | Slowenische Volkspartei                     | 4564             | 66,7 %  |
| Franz Penca                                                                  | slowenisch-national-fortschrittliche Partei | 1385             | 20,2 %  |
| Franz Gombac                                                                 | selbständiger Kandidat                      | 873              | 12,8 %  |
|                                                                              | Sonstige Parteien                           | 24               | 0,4 %   |
| Wahlberechtigte: 10211, Ungültige/Leere Stimmen: 98, Wahlbeteiligung: 68,0 % |                                             |                  |         |

### Reichsratswahl 1911
Die Reichsratswahl 1911 wurde am 13. Juni 1911 durchgeführt. Die Stichwahl entfiel auf Grund der absoluten Mehrheit für Hladnik im ersten Wahlgang.
| Kandidat                                                                      | Partei                                      | Wahlkreisstimmen | Prozent |
| ----------------------------------------------------------------------------- | ------------------------------------------- | ---------------- | ------- |
| Janez Hladnik                                                                 |                                             | 5722             | 66,1 %  |
| Adolf Ribnikar                                                                | slowenisch-national-fortschrittliche Partei | 2809             | 32,4 %  |
| Hrastovcar                                                                    | südslawische Sozialdemokraten               | 65               | 0,8 %   |
|                                                                               | Sonstige Parteien                           | 64               | 0,7 %   |
| Wahlberechtigte: 10041, Ungültige/Leere Stimmen: 201, Wahlbeteiligung: 88,2 % |                                             |                  |         |